# Spekia coheni
Spekia coheni là một loài freshwater gastropod in the Thiaridae. Nó được tìm thấy ở Burundi và Cộng hòa Dân chủ Congo. Môi trường sống tự nhiên của chúng là hồ nước ngọt. Nó bị đe dọa do mất nơi sống.